# Mulle (Kartenspiel)
Mulle ist ein schwedisches Kartenspiel, das aus Byggkasino entwickelt wurde, welches wiederum vom englischen Karten-Raubspiel Casino abgeleitet ist. In schwedischen Gefängnissen wurde zeitweise viel Mulle gespielt.

## Beschreibung
Ziel von Mulle ist es, offen auf dem Tisch liegende Karten zu gewinnen, indem man sie mit den entsprechenden Karten in der Hand abgleicht. Es werden zwei gemischte Kartenspiele verwendet. Wie im Casino gibt es Punkte unter anderem für bestimmte Zählkarten; zusätzlich erhält man Punkte für jede „Mulle“, d. h. für jede Karte, die mit einer Karte des gleichen Werts und der gleichen Farbe gezogen wird.

## Bibliografie
- Dan Glimne: Kortspelshandboken (3rd überarb. und erw. Aufl.). Stockholm: Känguru, 2016. S. 86–88, 187–189, 237–239. ISBN 978-91-7663-115-7.